# Museum für Figurentheater
Il Theaterfigurenmuseum (museo del teatro di figura) di Lubecca in Germania è un museo privato nel centro storico della città, a due passi dall'Holstentor nel vicolo Kolk sotto la Petrikirche (chiesa di San Pietro). Il teatro espone i reperti raccolti negli anni da Fritz Fey sulla storia del teatro delle marionette non solo tedesca ma mondiale.

## Museo
In decenni d′impegno Fritz Fey jr. riempì cinque case in stile gotico baltico con numerose reliquie internazionali del mondo del teatro di figura.
Tematicamente correlato alle rinomate collezioni speciali del Stadtmuseum di Monaco di Baviera e la raccolta di burattini delle collezioni d´arte statali di Dresda, si tratta di un contributo di fama nazionale ai musei di Lubecca promosso dalla città anseatica, dalla Fondazione Culturale dello Stato Schleswig-Holstein e dal sostegno della Fondazione Possehl in quanto azionista.

## Collezioni

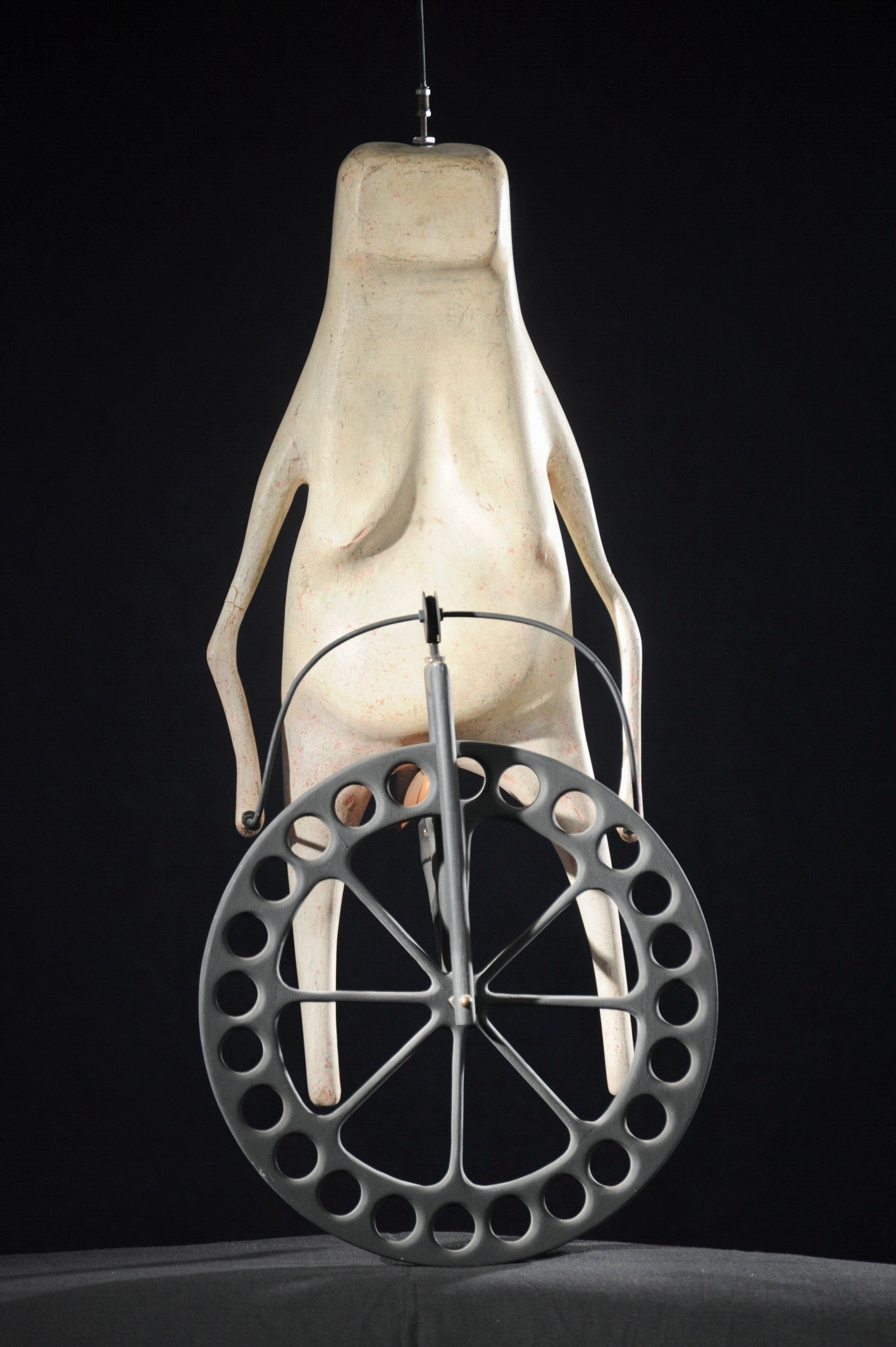
scultura di Harry Kramer

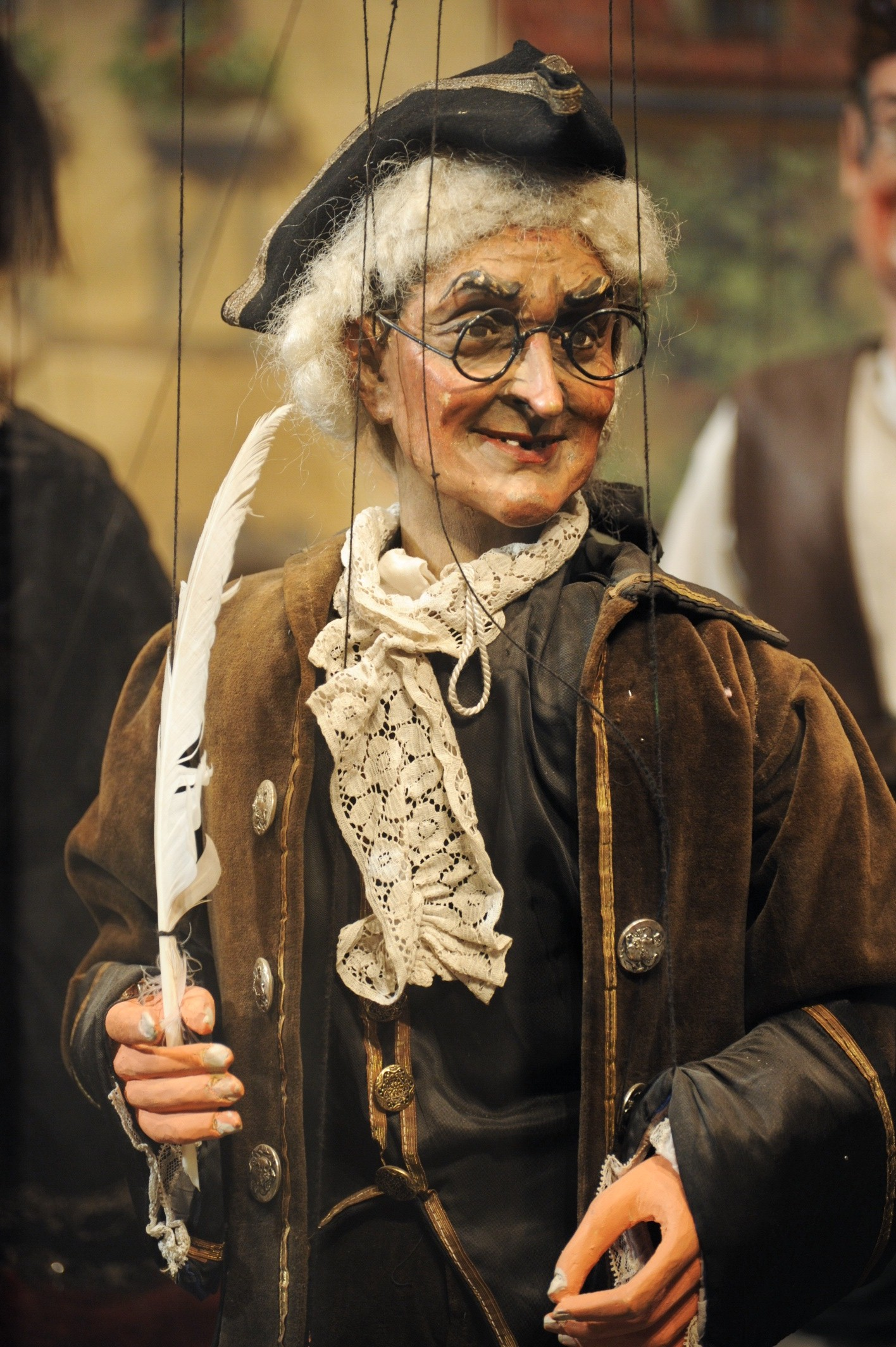
Marionetta tedesca del diciannovesimo secolo

Il museo mostra circa cento pezzi provenienti da Europa, Africa e Asia degli ultimi tre secoli, appartenenti a diversi gruppi di figure: burattini, marionette,burattini ad asta o a dito, marotte, figure del Teatro d'ombre, pupazzi da ventriloquo e figure meccaniche di tutti i tipi.
Tra le "stars" del museo ricordiamo le fantasiose figure d'ombra indonesiane (Wayang),il "Elektrische Zeichner",il "Hundeclown" e le "Metamorphosen" (figure trasformabili).
Le figure astratte di Harry Kramer, professore d′arte di Kassel, rappresentano il Moderno nella raccolta del museo; fanno parte del primo dei due spettacoli di tredici scene premiati nel 1955 alla Galleria d′arte Springer di Berlino.
Il suo teatro meccanico consisteva in sculture bizzarre e astratte fatte di cartapesta ,legno e filo, che vengono mosse da due persone in uno scenario di collage e musica su un piccolo palcoscenico nero.
Il teatro di figura di Kramer non mostrava scene d′azione, come nei classici spettacoli di marionette, ma movimenti accompagnati da pezzi musicali, Jazz e musica concreta.
Il museo non mostra solo figure teatrali ma anche manifesti, oggetti di scena, scenografie, costumi, strumenti musicali e teatri interi.

## Interattività
Con i quiz del museo i bambini e i loro genitori possono immergersi nel mondo del teatro di figura giocando insieme.
Nella sala video viene proiettato un cortometraggio composto da spettacoli di burattini di tutto il mondo.
Il museo gestisce anche un negozio di burattini e marionette con un bar dove prendersi un caffè.
Da Settembre 2010 a fine 2011 coerentemente con il Progetto di fotografia digitale dello stock del museo promosso dalla Fondazione Possehl vennero fotografati i 35000 pezzi facenti parte dell′esposizione e del magazzino e poi vennero registrati digitalmente le informazioni disponibili su Fritz Fey e la sua collezione.
Immagini e dati sono liberamente consultabili online; è stata creata una piattaforma separata per dare la possibilità a collezionisti, ricercatori e privati esperti nel settore di contribuire alla correzione, integrazione, discussione e miglioramento della raccolta dati con il fine ultimo di un archivio digitale completo.

## Importanza internazionale

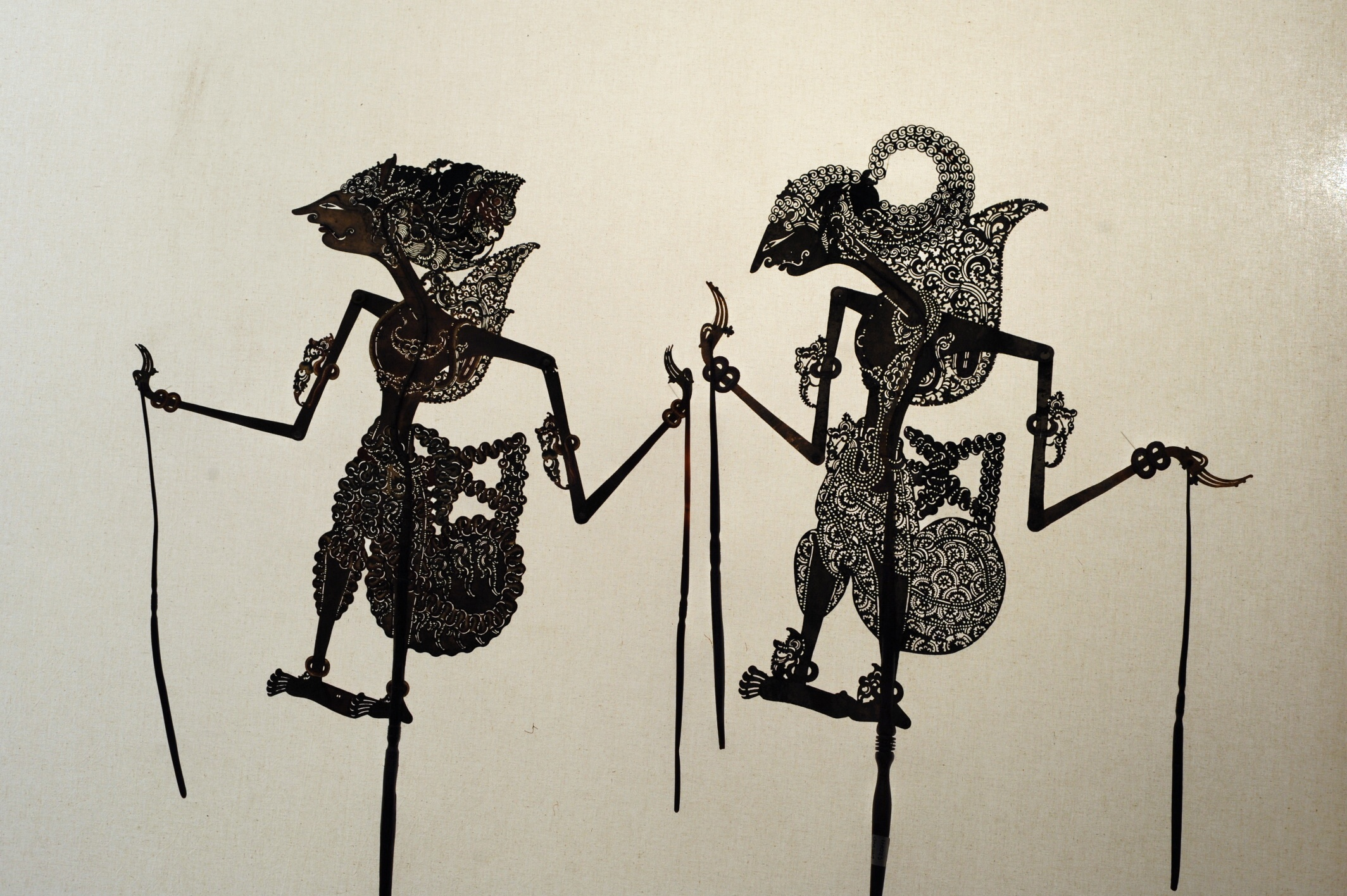
Wayang Kulit

Il teatro di figura si internazionalizza grazie alla tutela dell′ UNESCO che ha proclamato capolavori del Patrimonio orale e immateriale dell′umanità il teatro dei pupi siciliani "Opera dei Pupi" (2001), l′indonesiano Wayang Kulit (2003), i giapponesi Ningyō Jōruri Bunraku (2003) e il Teatro d'ombre cambogiano Sbek Thom il Khmer (2005).
Anche la Repubblica popolare cinese ha dichiarato patrimonio della cultura immateriale della Repubblica sia il Teatro d'ombre che il teatro delle marionette nel 2006 e ratificato gli accordi della convenzione con l′UNESCO per la salvaguardia del patrimonio culturale immateriale nel 2004.

## Esposizioni speciali temporanee
- Nell′estate 2010 sono state mostrate ombre di grandi dimensioni provenienti dal sud dell′India fluttuanti sotto le volte gotiche di mattoni della Petrikirche.
- Dal 28 giugno al 30 settembre 2013 viene ospitato il teatro delle marionette Augsburger Puppenkiste in occasione del suo 65º compleanno.